# Луганск (Павлодарская область)
Луганск (каз. Луганск) — село в Павлодарском районе Павлодарской области Казахстана. Расположено в 48 км к северо-востоку от Павлодара. Административный центр Луганского сельского округа. Код КАТО — 556053100.

## История
По сведениям старожилов, село Луганск было основано в 1909 году переселенцами из города Луганска (Украина). По другой версии, село было названо по лугам на урочище.
Село было центральной усадьбой бывшего молочно-мясного колхоза имени Тельмана. Колхоз был образован в 1929 году, до 1951 года носил имя «Роте Фане» («Красное знамя»). В 1958 году в состав колхоза имени Тельмана влился колхоз имени Чапаева, в 1960 году — колхоз «Путь Ильича».

## Население
В 1985 году в селе проживало 1903 человека. В 1999 году население села составляло 2002 человека (997 мужчин и 1005 женщин). По данным переписи 2009 года, в селе проживало 1677 человек (799 мужчин и 878 женщин).